# グランチェスター 牧師探偵シドニー・チェンバース
『グランチェスター 牧師探偵シドニー・チェンバース』（グランチェスター ぼくしたんていシドニーチェンバース、Grantchester）は、2014年からイギリスITVで放送されているテレビシリーズ。1950年代のケンブリッジ近郊の小さな村グランチェスターを舞台に牧師が事件捜査に関わっていくミステリードラマ。原作はジェームズ・ランシー。日本ではAXNミステリーにて放送された。

## 概要
殺人事件が起こり、牧師シドニーと何らかの関わりがある（例えば被害者・容疑者が教会の信徒である）ことから、シドニーが警察の協力を得て事件を捜査していく。事件の捜査より人々との会話が多い。

## 登場人物
シドニー・チェンバース
演 - ジェームズ・ノートン
グランチェスター教区の牧師。ウィスキーとジャズを好み、誠実な人柄とルックスが女性からの人気を集めている。第2次世界大戦で近衛連隊として戦闘を経験している。
モデルは原作者ジェームズ・ランシーの父で元英国国教会カンタベリー大主教のロバート・ランシーとされている。
レナード・フィンチ
演 - アル・ウィーヴァー
教会の副牧師。勤勉で几帳面、優しい性格で読書家である。1950年代には違法であった同性愛者。
ジョーディ・キーティング
演 - ロブソン・グリーン
毎回起こる事件を捜査する警部補。善悪の区別をはっきりとつける性格。正直でユーモアがあり、家族を大切にしている。第2次世界大戦での戦闘の経験がある。